# Friedrich Sertürner

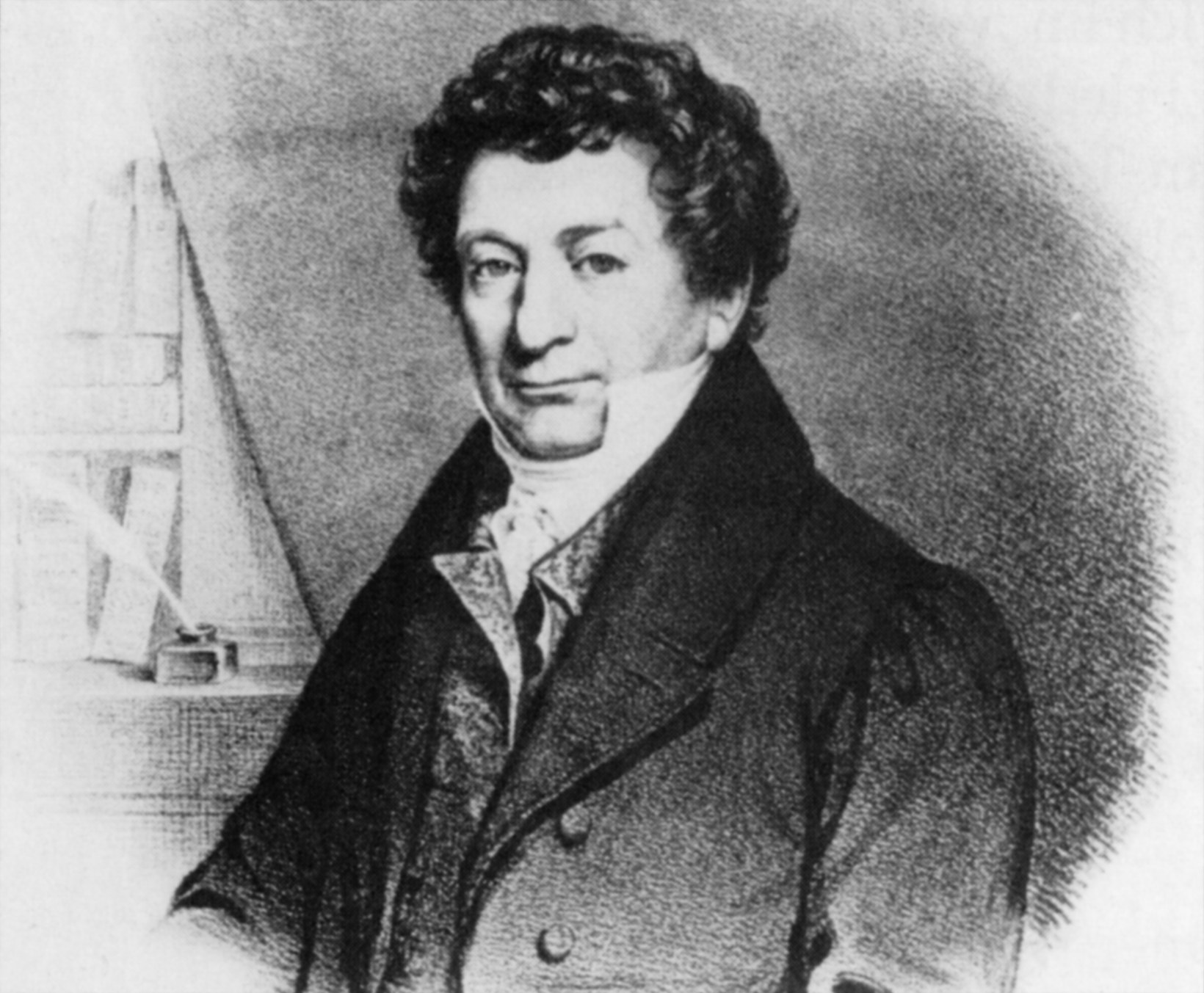
Friedrich Wilhelm Adam Sertürner

Friedrich Wilhelm Adam Sertürner (Neuhaus gem. Paderborn, 19 juni 1783 -  Hamelen, 20 februari 1841) was een Duits apotheker, die in 1805 morfine ontdekte.
In 1805, was hij, als assistent-apotheker in Paderborn, de eerste die morfine wist te isoleren uit opium. Hij noemde het geïsoleerde alkaloïde "morfine" naar de Griekse god van de slaap, Morpheus. In de volgende jaren bestudeerde hij de effecten van morfine. Het werd pas algemeen gebruikt na 1815. In 1809 opende Sertürner zijn eerste eigen apotheek in Einbeck. In 1822 kocht hij de hoofdapotheek in Hamelen (Rathaus Apotheke), waar hij werkte tot zijn dood in 1841.
- Bibliothèque nationale de France: cb17042003g (data)
- Gemeinsame Normdatei: 118613421
- International Standard Name Identifier: 0000 0000 5533 6119
- Library of Congress Control Number: n2003020109
- Nationale Bibliotheek van Tsjechië: nlk20000085464
- Nederlandse Thesaurus van Auteursnamen: 069639043
- SNAC: w6n034dw
- Système universitaire de documentation: 169905047
- Virtual International Authority File: 139149294295980521469
- WorldCat: E39PBJyX64DGxWCMwpPPVHhfv3